# Список послов СССР и России на Мадагаскаре
В статье представлен список послов СССР и России в Республике Мадагаскар (до 1975 г. — Малагасийской Республике).

## Хронология дипломатических отношений
- 29 сентября 1972 г. — установление дипломатических отношений  на уровне посольств.
- 15 марта-19 июня 1974 г. — открытие посольств.

## Список послов
| Срок полномочий                     | Посол                          | Годы жизни | Вручение верительных грамот | Комментарии         |
| ----------------------------------- | ------------------------------ | ---------- | --------------------------- | ------------------- |
| СССР                                |                                |            |                             |                     |
| 20 декабря 1972 — 9 апреля 1973     | Пётр Андреевич Абрасимов       | 1912—2009  | 29 декабря 1972             | По совместительству |
| 3 июля 1973 — 20 марта 1974         | Степан Васильевич Червоненко   | 1915—2003  | 24 августа 1973             | По совместительству |
| 20 марта 1974 — 7 июня 1980         | Александр Иванович Алексеев    | 1913—1998  | 8 июня 1974                 |                     |
| 7 июня 1980 — 20 октября 1986       | Леонид Николаевич Мусатов      | 1921—2001  | 12 июня 1980                |                     |
| 20 октября 1986 — 11 октября 1989   | Павел Петрович Петрик          | 1925—2014  |                             |                     |
| 11 октября 1989 — 25 декабря 1991   | Юрий Фаддеевич Сепелёв         | 1930—2012  |                             |                     |
| Российская Федерация                |                                |            |                             |                     |
| 25 декабря 1991 — 29 апреля 1993    | Юрий Фаддеевич Сепелёв         | 1930—2012  |                             |                     |
| 29 апреля 1993 — 16 мая 1997        | Юрий Николаевич Мерзляков      | 1949—      |                             |                     |
| 16 мая 1997 — 4 июня 2001           | Александр Михайлович Макаренко | 1949—      |                             |                     |
| 4 июня 2001 — 16 февраля 2006       | Юрий Александрович Романов     | 1945—      |                             |                     |
| 16 февраля 2006 — 19 июня 2013      | Владимир Борисович Гончаренко  | 1954—2022  |                             |                     |
| 19 июня 2013 — 2 декабря 2020       | Станислав Анварович Ахмедов    | 1952—      | 11 сентября 2013            |                     |
| 2 декабря 2020 — по настоящее время | Андрей Владимирович Андреев    | 1956—      | 7 апреля 2021               |                     |